# Scymnus wingoi
Scymnus wingoi är en skalbaggsart som beskrevs av Gordon 1976. Scymnus wingoi ingår i släktet Scymnus och familjen nyckelpigor. Inga underarter finns listade i Catalogue of Life.